# 1469 Linzia
Az 1469 Linzia (ideiglenes jelöléssel 1938 QD) a Naprendszer kisbolygóövében található aszteroida. Karl Wilhelm Reinmuth fedezte fel 1938. augusztus 19-én, Heidelbergben.